# Joana Sousa
Joana Sousa (10 de agosto de 1983) es una deportista portuguesa que compitió en piragüismo en las modalidades de aguas tranquilas y maratón. Ganó una medalla de bronce en el Campeonato Mundial de Piragüismo de 2009, en la prueba de K4 200 m.
En la modalidad de maratón, obtuvo una medalla de bronce en el Campeonato Mundial de 2009, en la prueba de K2.

## Palmarés internacional

### Piragüismo en aguas tranquilas
| Campeonato Mundial | Campeonato Mundial | Campeonato Mundial | Campeonato Mundial |
| Año                | Lugar              | Medalla            | Competición        |
| ------------------ | ------------------ | ------------------ | ------------------ |
| 2009               | Dartmouth (Canadá) | Medalla de bronce  | K4 200 m           |

### Piragüismo en maratón
| Campeonato Mundial | Campeonato Mundial           | Campeonato Mundial | Campeonato Mundial |
| Año                | Lugar                        | Medalla            | Competición        |
| ------------------ | ---------------------------- | ------------------ | ------------------ |
| 2009               | Vila Nova de Gaia (Portugal) | Medalla de bronce  | K2                 |